# Brandenburger

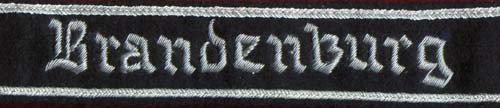
Distintivo da divisão Brandenburg.

Brandenburger eram os membros da unidade de comando alemã Brandenburg, que operou durante a Segunda Guerra Mundial.
Unidades de Brandenburger operaram em quase todos as frentes de batalha - nas invasões da Polônia, Dinamarca e Noruega, na Batalha de França, na Operação Barbarossa, na Finlândia, Grécia e na invasão de Creta, na da România, Bulgária e Iugoslávia. Algumas unidades foram inclusive enviadas para se infiltrarem na Índia, Afeganistão, países do Oriente Médio e África do Sul. Eles também foram treinados para a tomarem parte na Operação Félix, a planejada tomada de Gibraltar, e Operação Leão Marinho, a invasão da Grã-Bretanha. A unidade alcançou grande sucesso na parte inicial da guerra, agindo como unidade avançada que capturava pontos estratégicos, como pontes, túneis e estações de trem na Polônia e Países Baixos.
A unidade foi uma criação do Hauptmann (capitão) Theodor von Hippel, que, depois de ter sua ideia rejeitada pelo Reichswehr tradicionalista, se aproximou do almirante Wilhelm Canaris, comandante do serviço de inteligência alemão, o Abwehr, que apoiou a ideia.
O Regimento Brandenburg (lema: Hie Gut Brandenburg Alle Wege) evoluíram a partir da Segundo Departamento da Abwehr, sendo usado como uma unidade de comando durante os primeiros anos da guerra. Inicialmente, a unidade era composta principalmente de antigos expatriados alemães fluentes em outros idiomas. Até 1944 ela era uma unidade OKH, e não uma unidade regular do exército alemão (Heer). A unidade foi ampliada continuamente até ser realocada para o Panzerkorps Großdeutschland, para ser utilizada como unidade de luta na frente de combate.
| Regimento Brandenburger               |
| ------------------------------------- |
| Bataillon Ebbinghaus                  |
| Lehr und Bau Kompanie z.b.V. 800      |
| Bataillon Brandenburg                 |
| Regiment Brandenburg                  |
| Division Brandenburg                  |
| Infanterie-Division Brandenburg (mot) |
| Panzergrenadier-Division Brandenburg  |

## Origens – aAbwehr
Durante a Primeira Guerra Mundial, o general Paul Emil von Lettow-Vorbeck, comandante-chefe da África Oriental Alemã, fez uma brilhante guerra de guerrilhas contra as tropas coloniais Aliadas (retornou como herói para a Alemanha depois da guerra). Ao mesmo tempo, no Oriente Médio, T. E. Lawrence, o Lawrence das Arábias, teve grande sucesso usando técnicas de não engajamento contra o Império Otomano.
O hauptmann Theodor von Hippel serviu na África sob as ordens de Lettow-Vorbeck, e depois da guerra tornou-se um grande defensor da tática criada por seu antigo comandante e pelo britânico Lawrence.
A visão de Hippel tinha sua origem similar a de David Stirling, fundador do SAS britânico. Hippel propunha que pequenas unidades de elite, altamente treinadas em sabotagem e fluentes em línguas estrangeiras, poderiam operar por trás linhas inimigas e criar confusão no comando inimigo e na comunicação e logística da retaguarda. Quando Hippel propôs sua ideia ao Reichswehr, foi negado pois os oficiais conservadores prussianos viam esta forma de guerra clandestina como uma afronta às regras da guerra, e alegavam que homens que lutavam deste jeito, não mereciam ser chamados soldados.
Audaz, Hippel não esmoreceu e levou sua ideia ao almirante Wilhelm Canaris, comandante do serviço de inteligência alemão, o Abwehr. Hippel ganhou um posto no segundo departamento da Abwehr e recebeu a tarefa de tornar sua ideia em realidade.

## BatalhãoEbbinghaus– Polônia
A formação inicial, chamada Batalhão Ebbinghaus era formada principalmente de alemães étnicos (Volksdeutsche) fluentes em polonês. O batalhão foi formado com o apoio da OKW, que tinha acordado por Canaris, mas significava que a unidade havia caído sob comando da Wehrmacht. Durante a Fall Weiss, o batalhão teve uma estreia magnífica. Os Ebbinghauser criaram confusão na retaguarda polonesa, capturando ou destruindo grandes entroncamentos rodoviários e ferroviários, bem como capturando pontes e outros alvos estratégicos, para ajudar no avançamento das tropas, impedindo a sua demolição. Apesar do sucesso do Batalhão Ebbinghaus, ele foi dissolvido imediatamente após a campanha.

## AAbwehrtoma o controle –Brandenburgers
Canaris deu luz verde a Hippel para criar uma unidade controlada pela Abwehr, parecida com o do Batalhão Ebbinghaus. Baseado a nova formação na dos antigos Ebbinghausers, Hippel formou o regimento original, Lehr und Bau Kompanie zbV 800 (ou Companhia de Treinamento e Construção Num. 800), em 25 de Outubro de 1939.
O recrutamento para a companhia foi quase diretamente contrário aquele da SS de Heinrich Himmler. Ao invés de recrutar só quem encarnassem o ideal Ariano do übermensch (super-homem), Hippel revirou o Reich para encontrar eslavos, poloneses e outras etnias dispostas a lutar pela Alemanha. Alguns candidatos tiveram que furar o bloqueio britânico para alcançar a Alemanha e se alistarem. Cada recruta tinha de ser fluente em pelo menos uma língua estrangeira. No entanto, muitos recrutas eram fluentes em várias. Estes recrutas também eram ensinados sobre os costumes e as tradições da sua região específica. Conhecendo cada hábito e maneirismo da sua zona de operações permitiria a eles se misturarem e operarem como sabotadores eficazes.
A formação foi acampada em Stendal, na região de Brandemburgo, Berlim, treinando ali perto, em Friedenthal (Oranienburg). O fluxo de novos recrutas era tal que, em 15 de dezembro de 1939, menos de três meses após a sua fundação, a companhia foi expandida e renomeada Batalhão Brandeburgo. Os homens do batalhão vieram então serem conhecidos como 'Brandenburger.
O batalhão original consistia em quatro companhias; organizado de acordo com linhas étnicas, conforme mostrado abaixo. O batalhão igualmente incluída um pelotão de motocicletas e um pelotão Fallschirm.
- 1. Kompanie (baseada em Baden bei Wien), membros provenientes da territórios russos e bálticos.
- 2. Kompanie (baseada em Brandenburg an der Havel), membros que haviam vivido em países de língua inglesa e no norte da África.
- 3. Kompanie (basada em Bad Münstereifel), alemães dos Sudetos e Iugoslávia
- 4. Kompanie (baseada na baixa Renânia), alemães étnicos de países como a Polônia

A medida que o batalhão se expandiu ainda mais, criou mais unidades mistas. Como a chamada Brigada Árabe, que era nominalmente ligada ao Brandenburger, recebia ordens da missão alemã oriental, e era composta principalmente de homens do Cáucaso.

## França, os Países Baixos e a Iugoslávia
Os Brandenburger se envolveram em diversas ações na Fall Gelb. Em 8 de maio, duas noites antes do início da ofensiva os Brandenburger entraram em ação. Vestindo uniformes dos inimigos sobre as suas próprias fardas alemãs (assim eles poderiam mudar rapidamente, em caso de captura, e ser tratados como prisioneiros de guerra, em vez de espiões que encarariam uma execução), pequenos grupos começaram a atravessar a fronteira para a Holanda, Bélgica e Luxemburgo.
Uma das muitas ações nos primeiros dias de campanha foi a captura da ponte sobre o rio Mosa na cidade holandesa de Gennep. Uma equipe de oito homens, liderada pelo tenente Wilhelm Walther, foi incumbida de capturar a ponte intacta. Às duas da manhã de 10 de maio, a equipe de Walther, agora disfarçado de policiais militares holandeses escoltando presos alemães, fez o ataque. Dois postos de guarda foram destruídos, mas três Brandenburger ficaram feridos e a equipe foi descoberta. Vestido com um uniforme neerlandês, Walther avança, atravessando a ponte. Os defensores hesitaram confusos, permitindo que o resto da equipe os capturassem, tomando a ponte e desativando os detonadores. Muitas outras operações como esta tiveram lugar no decurso da campanha. Entretanto em outra ponte, os Brandenburgers foram detidos por soldados holandeses e fuzilados como espiões.
Depois da capitulação da França, os Brandenburger (juntamente com a elite da Divisão Großdeutschland) foram transferidos para o norte da França, em preparação para a Operação Seelöwe. Depois da invasão ser cancelada, o Batalhão foi transferido para o sul da França e começou a treinar para uma outra operação que não iria acontecer, a Operação Félix, uma proposta de ataque a Gibraltar.
Neste tempo, o Batalhão foi novamente aumentado, e renomeado Regimento Brandenburg. Juntamente com o aumento de tamanho, o regimento também recebeu componentes de ataque costeiro e tropical.
Depois da mal feita invasão da Grécia por Mussolini, Hitler foi forçado a adiar a sua invasão da União Soviética e invadir a Iugoslávia e Grécia - um plano designado Operação Marita - que seria lançado em 6 de Abril de 1941. Novamente, o Brandenburger deveriam desempenhar um papel, com uma grande equipe de 54 homens do Terceiro Regimento Brandenburg (os batalhões sudeto e eslavo) capturar os vitais estaleiros em Orşova, no rio Danúbio, um dia antes do início da campanha.

## Treinamento e Estrutura
Apesar do aumento de tamanho, os Brandenburger ainda eram altamente qualificados. O treinamento era exigente fisicamente e mentalmente, com foco em línguas estrangeiras, pequena unidades táticas, paraquedismo, demolições, operações encobertas, uso de veículos e aeronaves e de familiarização com armas inimigas, incluindo tanques. Alguns subunidades foram especificamente treinadas como pilotos ou especialistas em falsificações, demolições ou camuflagem. Uma unidade foi formada com 127 especialistas em esqui cross-country, e foi especialmente treinada para lutar no gelado norte da União Soviética. A unidade também foi equipado com trenós.
Em ação, uma unidade Brandenburger podia ser composta por grupos de dois homens, esquadrões de doze homens, até companhias de trezentos homens, dependendo dos requisitos da missão. Nesta fase da guerra, quase todas as operações dos Brandenburger tinham lugar atrás das linhas inimigas. As unidades operadas nos moldes das equipes da SAS. Muitas vezes eles capturaram equipamentos disfarçados como soldados do lado oposto, às vezes inclusive com documentos falsos, mas ao contrário dos seus homólogos aliados, os Brandenburger tinham suas regras particulares sobre o uso do uniforme de uma outra nação. Uma espécie de cavalheirismo, talvez um pouco anacrônica, sempre exigindo que os homens usassem seus uniformes alemães debaixo do uniforme inimigo antes de combater. Os homens deveriam evitar atirar até que revelassem suas próprias fardas alemãs. Apesar desta crença dar margem para a alegação que os Brandenburger eram soldados e não espiões, ela também permitiu a captura de várias unidades que se mantiveram fiéis a este princípio e não abriram fogo antes de revelar seu 'verdadeiro' uniforme. Apesar destas regras, os Brandenburger carregavam uma pílula para suicídio, quando operavam atrás das linhas inimigas.

## África do Norte
Quando os Afrika Korps foram enviados para a Líbia, os Brandenburger foram junto. Os homens, recrutados em quatro companhias de unidades especiais tropicais, eram fluentes em língua inglesa ou em árabe e utilizavam veículos britânicos capturados, operando atrás das linhas inimigas em ataques de surpresa e missões de reconhecimento, parecido com as ações do LRDG britânico. O general Erwin Rommel, inicialmente reprovou o uso dos Brandenburgers, mas depois de ver o dano infligido pela LRDG e pela SAS de Stirling, percebeu o valor e aceitou os métodos pouco ortodoxos. A unidade foi encarregada de perturbar linhas de abastecimento britânicas, mas era difícil reabastecê-los ou fornecer transporte atrás das linhas, por isso a maioria dos homens foi morta ou capturada.

## Operação Barbarossa - Frente Oriental

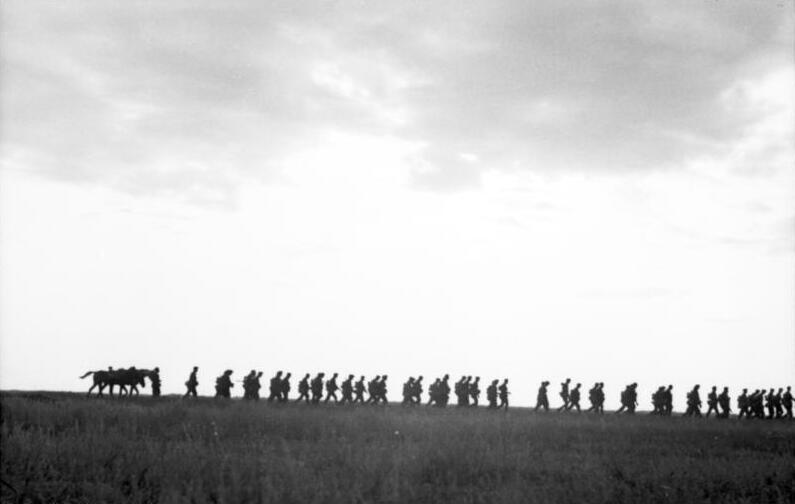
Unidade de infantaria alemã em marcha no sul União Soviética (agosto de 1942).

As primeiras unidades alemãs que atravessaram a fronteira soviética em junho de 1941 foram os homens do Regimento Brandenburg. No primeiro dia, os Brandenburger tomaram entroncamentos rodoviários e ferroviários,  asseguraram cruzamentos fluviais e criaram confusão nas péssimas comunicações e linhas de abastecimento soviéticas .
Durante os primeiros dias da operação Barbarossa, uma unidade Brandenburger capturou a ponte sobre o Rio Daugava em Daugavpils (na Letônia). Isto evitou que fosse impedido o avanço da Heeresgruppe Nord em Leningrado.
Ao mesmo tempo o "Küstenjäger-Abteilung" (ou Batalhão de Assalto Costeiro) realizou vários ataques anfíbios ao longo das costas do Mar Negro, do Mar Báltico e do Mar de Azov.
Na Ucrânia, os Brandenburger operaram em cooperação com a unidade de voluntários ucranianos Ukrainische Gruppe Nachtigall em apoio do Heeresgruppe Süd. As unidades tiveram um sucesso esmagador, apesar das ações questionáveis de algumas das unidades ucranianas.

### Tomada de Maikop
No começo de Outubro de 1942, uma unidade Brandenburger com 62 homens do báltico e dos sudetos, liderados pelo Freiherr Adrian von Fölkersam penetraram nas linhas inimigas mais além do que qualquer outra unidade alemã. Eles tinham ordens de tomar e assegurar os campos petrolíferos de Maikop.
Disfarçados como membros da temida NKVD e dirigindo veículos soviéticos, a unidade de Fölkersam atravessou as linhas soviética e adentrou fundo em território inimigo. Os Brandenburger deram de encontro com uma grande grupo de desertores do Exército Vermelho, fugindo da frente de batalha. Fölkersam viu então a oportunidade de utilizá-los em proveito de sua unidade. Tratou de convencê-los a voltar à causa soviética, sendo unir-se a eles e circular quase à vontade, por trás das linhas russas.
Operando sob falsa identidade do major Truchin da NKVD, baseado em Estalingrado, Fölkersam explicou para o comandante soviético encarregado da defesa de Maikop,  seu papel na recuperação dos desertores. O comandante não só acreditou em Fölkersam, como no dia seguinte deu-lhe pessoalmente um passeio guiado pelas defesas da cidade.
Em  8 de agosto, a linha de frente alemã estava a apenas 12 milhas de distância e os Brandenburger entraram em ação. Usando granadas para simular um ataque de artilharia, eles destruíram o centro de comunicações militares da cidade. Fölkersam depois avisou a defesa russa que estava acontecendo uma retirada. como haviam visto Fölkersam com seu comandante e carentes de comunicações para confirmar ou refutar a declaração, os soviéticos começaram a evacuar Maikop. A ponta de lança alemã entrou na cidade sem uma luta em 9 de agosto de 1942. Este é apenas um exemplo das centenas de missões realizadas pelo Brandenburger durante o ataque à Rússia.

Brasão dos Brandenburger em 1942

Em 1943, o tipo de missão mais comum dados aos Brandenburger era o reconhecimento de longo alcance. Durante 1942 o avanço do Heeresgruppe Süd, na Ucrânia, os Brandenburgers reviveram seu papel inicial na guerra se adiantando às colunas de Panzer, capturando pontes, estradas e anéis ferroviários, atacando o comando soviético. Normalmente estas missões eram realizadas por unidades de 20 a 60 Brandenburger, vestidos como soldados soviéticos e dirigindo veículos capturados do Exército Vermelho.
Entre janeiro e julho de 1943, os Brandenburger cresceram até o tamanho de uma divisão, com subunidades de tripulantes de U-boat, defesa aérea, artilharia, tanques, antitanques e engenharia de combate foram criadas. Homens para ali foram transferidos do Afrika Korps e da Kriegsmarine, além de muçulmanos  da Iugoslávia e voluntários da Índia.

## Divisão Brandenburg - os Balcãs
No final de 1942, a maioria do regimento Brandenburg estava sendo usada em serviços de brigada de incêndio, agindo como infantaria de elite e fechando buracos nas linhas alemãs. Em fevereiro de 1943, os Brandenburger foram retirados da linha de frente e enviados de volta para a Alemanha. O regimento estava sendo expandido novamente, agora se transformando na Divisão Brandenburg. O primeiro comandante da divisão, formada por quatro regimentos, foi o general Alexander von Pfuhlstein. Um dos regimentos retornou para a frente oriental, para suas atividades de brigada de incêndio, outro regimento foi enviado para a África, para continuar incomodando os Aliados no Mediterrâneo, enquanto o resto da divisão foi enviado para os Balcãs, para combater em operações contra os Partisans.
Em 25 de maio de 1944, especialistas da divisão, ligado ao SS-Fallschirmjäger-Bataillon 500, tomaram parte na Operação Rösselsprung, uma operação aérea para capturar o líder partisan iugoslavo Josip Broz Tito, em seu quartel-general, perto de Drvar, o que acabaria a resistência comunista nos Bálcãs. Tito escapou um pouco antes da SS-Fallschirmjäger chegar à caverna que servia como seu quartel-general, sendo a SS-Fallschirmjäger forçada a recuar para o cemitério da cidade, onde se entrincheiraram e sofreram uma noite de ferozes assaltos dos partisans. Os alemães sofreram pesadas baixas: 213 mortos, 881 feridos e 51 desaparecidos, contra um total da aproximadamente 6000 mortos no lado partisan (estimativa alemã no tempo de guerra). O SS-Fallschirmjäger-Btl 500 foi completamente dizimado, a primeira das quatro vezes que isto aconteceu com a unidade e com sua sucessora, o SS-Fallschirmjäger-Btl 600, nos dezoito meses entre novembro de  1943 a maio de 1945.

## Ilhas do Dodecaneso
Na metade de 1943, o rei Victor Emmanuel III da Itália, expulsou a ditadura fascista de Benito Mussolini e mudou de lado. Logo em seguida, várias unidades Brandenburger foram transferidas dos Balcãs para a Itália, tomando parte em ações para desarmar os soldados italianos e assegurar regiões importantes para o esforço de guerra alemão.
Uma área vital era a ilha de Kos, no arquipélago do Dodecaneso, na costa da Turquia. Kos havia sido tomada por tropas inglesas em Setembro de 1943 e uma guarnição de tropas aliadas italianas também fazia parte de sua defesa. A ilha possuía uma pista de pouso importante, que deveria ser recapturada. Juntamente com  Fallschirmjäger da Luftwaffe, os homens do Küstenjäger-Abteilung juntamente com a Companhia Fallschirm da Divisão Brandenburg tomaram parte do ação. Os Brandenburger, sob comando do tenente Langbein,  aterraram durante a noite na costa sul da ilha e rapidamente dominaram as defesas na praia. A unidade então avançou para a cidade, sem encontrar resistência e começaram a limpar cidade. Depois de revistar diversas cavernas, encontraram um depósito de bebidas alcoólicas. Vários membros se deram a liberdade de tomar alguns goles. Depois do anoitecer, Langbein se deu conta que o álcool havia feito seus homens ficarem cansados e prejudicado seu estado de alerta. Ele, então tomou um estoque de Pervitin, um estimulante, e distribuiu entre seus homens. Misturado com o álcool, o Pervitin criou um senso de raiva controlada entre os homens, e quando atacados pelos britânicos e italianos, mais tarde, os Brandenburger conseguiram fazê-los recuar facilmente, atacaram e tomaram as posições, se unindo com os Fallschirmjägers e tomando a ilha .

Distintivo dos "Fallschirm-Jäger-Bataillon Brandenburg" (caçadores paraquedistas) em 1944

## Perda do controle pela Abwehr - transferência para o Front
Desde o início, o almirante Canaris e a Abwehr eram vigiados pelo serviço de inteligência da SS de Himmler, o  SD, comandado por Walter Schellenberg.
As visões antinazistas da Abwehr se destacaram em julho de 1944, quando vários oficiais de alto calão da Abwehr, incluindo Canaris, foram implicados no atentado de 20 de julho para assassinar Hitler. O controle da Divisão Brandenburg, foi passado para a SD. Mas em setembro de 1944 foi decidido que as unidades de operações especiais não eram mais necessárias. A Divisão Brandenburg virou Infanterie-Division Brandenburg, sendo equipada como uma divisão de infantaria motorizada e transferida para a frente russa.
Entretanto 1800 homens, (incluindo o comandante Freiherr Adrian von Fölkersam) conseguiram obter transferência para SS-Jagdverbände do SS-Standartenführer Otto Skorzeny e continuaram a operar como forças especiais até o final da guerra.
Para o resto da divisão, o retorno a operações de guerra convencionais prejudicara, o moral, mas apesar disso, os Brandenburger eram ainda considerados elite, e foram assim designados para o Panzerkorps Großdeutschland, juntamente com seu parceiro de treinamentos de 1940-41, o  Grossdeutschland Division.  Os Brandenburger lutaram bem na frente russa, se envolvendo na retirada dos Países Bálticos para a Prússia Oriental.
No final de 1944 a divisão foi equipada como um Regimento Panzer e renomeada Panzergrenadier-Division Brandenburg e retornou para a frente. Os Brandenburger se envolveram na Batalha de Memel, até conseguirem recuar, junto com o Großdeutschland, por trem até Pillau. A divisão foi quase completamente aniquilada em combate perto de Pillau. Enquanto alguns dos sobreviventes se renderam aos britânicos, em maio de 1945, em Schleswig-Holstein, vários dos Brandenburger, hábeis em evadir a detecção, simplesmente desapareceram.

## Pós-Guerra: Ex-Brandenburgercomo Conselheiros no Serviço Estrangeiro
Os Brandenburger que escaparam da morte ou da captura durante a guerra, como vários soldados das forças especiais, não quiseram baixar a espada e retornar para a vida civil. Vários ex-Brandenburger foram aceitos na Legião Estrangeira. É interessante notar que em Dien Bien Phu, na Guerra do Vietnam, um grande número de legionários franceses eram alemães, homens que eram ex-Waffen-SS e ex-Wehrmacht, com vários ex-Brandenburger entre eles. Os russos também utilizaram ex-Brandenburger como conselheiros e membros de suas forças de segurança.
Vários outros Brandenburger foram para a África, América do Sul e Ásia, onde trabalharam como mercenários ou conselheiros. Os golpes de estado sucessivos em vários dos novos países formados na África, foram uma fonte de trabalho para ex-Brandenburger. O chefe dos serviços de segurança da Indonésia, durante o regime de Sukarno era um veterano Brandenburg. Tanto Mao Tse-tung como o líder separatista congolês Moïse Tshombe, foram aconselhados por ex-Brandenburguer. Vários encontraram emprego nas forças egípcias de Muhammad Naguib.

## Estrutura de combate
Batalhão Brandenburg - Dezembro de 1939
- 1. Kompanie
- 2. Kompanie
- 3. Kompanie
- 4. Kompanie
- Kradschützen Zug
- Fallschirm-Zug

Divisão Brandenburg – Fevereiro de 1943 a Março de 1944
- Stab der Division
- Jäger Regiment - 1 Brandenburg
- Jäger Regiment - 2 Brandenburg
- Jäger Regiment - 3 Brandenburg
- Jäger Regiment - 4 Brandenburg
- Tropische Einheiten Brandenburg
- Küstenjäger-Abteilung Brandenburg
- Fallschirm-Battalion Brandenburg
- Nachrichten-Kompanie Brandenburg
- 14.Kompanie
- 15.Fallschirm-Kompanie
- Lehrregiment Brandenburg z.b.v Nr.800

Divisão de Panzergrenadier Brandenburg - 1944 a 1945.
- Stab der Division
- Panzer-Regiment Brandenburg
- Jäger(mot)-Regiment 1 Brandenburg
- Jäger(mot)-Regiment 2 Brandenburg
- Panzerjäger-Bataillon Brandenburg
- Artillerie-Regiment Brandenburg
- Heeres-Flak-Abteilung Brandenburg
- Auflärungs-Abteilung Brandenburg
- Pionier-Bataillon Brandenburg
- Nachrichten-Battalion Brandenburg